# FC 08 Homburg
FC 08 Homburg is een Duitse voetbalclub uit de stad Homburg in Saarland. De voetbalclub is in 1908 opgericht onder de naam FC Homburg. Na enkele naamswijzigingen is de officiële naam sinds 1958 FC 08 Homburg. De club speelt haar thuiswedstrijden in het Waldstadion dat plaats biedt aan 22.500 toeschouwers.
De club dankt haar bekendheid vooral aan het feit dat men als kleine stad (ongeveer 45.000 inwoners) een voetbalclub kon voortbrengen die een aantal jaren op het allerhoogste niveau zou uitkomen. In Duitsland een ongekend fenomeen. In het seizoen 2009/2010 is de club van de Oberliga Südwest, het vijfde niveau in Duitsland, gepromoveerd naar de Regionalliga West. In 2011 degradeerde de club terug naar de Oberliga Südwest. De club werd meteen kampioen en keerde zo terug naar de Regionalliga, die nu uit vijf reeksen bestond in plaats van drie en de club ging in de reeks Südwest spelen. In 2017 degradeerde de club naar de Oberliga, maar kon na één seizoen terugkeren.
De bekendste oud-speler is Duits international Miroslav Klose.

## Erelijst
De club werd in 1983 Duits amateurkampioen en zou na nog twee kampioenschappen uiteindelijk belanden in de 1. Bundesliga. Daar kwam de club in de seizoenen 1986/87, 1987/88 en 1989/90 

## Eindklasseringen vanaf 1964 (grafisch)
- 1964 3e
Niveau 3
- 1965 6e
Niveau 3
- 1966 1e
Niveau 3
- 1967 11e
Regionalliga
- 1968 10e
Regionalliga
- 1969 9e
Regionalliga
- 1970 14e
Regionalliga
- 1971 8e
Regionalliga
- 1972 9e
Regionalliga
- 1973 7e
Regionalliga
- 1974 3e
Regionalliga
- 1975 14e
2. Bundesliga
- 1976 3e
2. Bundesliga
- 1977 4e
2. Bundesliga
- 1978 3e
2. Bundesliga
- 1979 7e
2. Bundesliga
- 1980 12e
2. Bundesliga
- 1981 11e
2. Bundesliga
- 1982 1e
Oberliga
- 1983 2e
Oberliga
- 1984 1e
Oberliga
- 1985 16e
2. Bundesliga
- 1986 1e
2. Bundesliga
- 1987 16e
Bundesliga
- 1988 17e
Bundesliga
- 1989 2e
2. Bundesliga
- 1990 18e
Bundesliga
- 1991 4e
2. Bundesliga
- 1992 6e
2. Bundesliga
- 1993 16e
2. Bundesliga
- 1994 10e
2. Bundesliga
- 1995 17e
2. Bundesliga
- 1996 3e
Regionalliga
- 1997 8e
Regionalliga
- 1998 3e
Regionalliga
- 1999 13e
Regionalliga
- 2000 3e
Oberliga
- 2001 4e
Oberliga
- 2002 9e
Oberliga
- 2003 12e
Oberliga
- 2004 4e
Oberliga
- 2005 4e
Oberliga
- 2006 2e
Oberliga
- 2007 4e
Oberliga
- 2008 7e
Oberliga
- 2009 2e
Oberliga
- 2010 1e
Oberliga
- 2011 17e
Regionalliga
- 2012 1e
Oberliga
- 2013 14e
Regionalliga
- 2014 11e
Regionalliga
- 2015 6e
Regionalliga
- 2016 6e
Regionalliga
- 2017 15e
Regionalliga
- 2018 1e
Oberliga
- 2019 3e
Regionalliga
- 2020 4e
Regionalliga
- 2021 7e
Regionalliga
- 2022 6e
Regionalliga
- 2023 4e
Regionalliga
- 2024 5e
Regionalliga
- 2025 8e
Regionalliga

- Niveau 1
- Niveau 2
- Niveau 3
- Niveau 4
- Niveau 5

| Legenda niveautijdlijn | Legenda niveautijdlijn      | Legenda niveautijdlijn      | Legenda niveautijdlijn      | Legenda niveautijdlijn    | Legenda niveautijdlijn |
| Liga                   | Seizoen 1963/64 t/m 1973/74 | Seizoen 1974/75 t/m 1993/94 | Seizoen 1994/95 t/m 2007/08 | Seizoen 2008/09 tot heden | Opmerking              |
| ---------------------- | --------------------------- | --------------------------- | --------------------------- | ------------------------- | ---------------------- |
| Bundesliga             | Niveau I                    | Niveau I                    | Niveau I                    | Niveau I                  |                        |
| 2. Bundesliga          | --                          | Niveau II                   | Niveau II                   | Niveau II                 |                        |
| 3. Liga                | --                          | --                          | --                          | Niveau III                |                        |
| Regionalliga           | Niveau II                   | --                          | Niveau III                  | Niveau IV                 |                        |
| Oberliga               | --                          | Niveau III *                | Niveau IV                   | Niveau V                  | * vanaf 1978/79        |

## Bekende (ex-)spelers
- Revaz Arveladze
- Andrzej Buncol
- Thomas Gerstner
- Kai Heerings
- Kacha Katsjarava
- Miroslav Klose
- Georgi Nemsadze

Bahlinger SC ·
Eintracht Frankfurt II ·
FSV Frankfurt ·
SC Freiburg II ·
SGV Freiberg ·
Barockstadt Fulda-Lehnerz ·
TSG 1899 Hoffenheim II ·
FC Gießen ·
1. FC Göppinger SV 1895 ·
FC 08 Homburg ·
KSV Hessen Kassel ·
1. FSV Mainz 05 II ·
Kickers Offenbach ·
TSV Steinbach ·
SV Stuttgarter Kickers ·
SV Eintracht Trier 05 ·
FC 08 Villingen ·
FC-Astoria Walldorf
DJK Ballweiler-Wecklingen ·
SV Elversberg II ·
SC Halberg-Breach ·
SV Rot-Weiß Hasborn ·
TuS Herrensohr ·
FC 08 Homburg II ·
FSV Jägersburg ·
Sportfreunde Köllerbach ·
FC Palatia Limbach ·
SV Merchweiler ·
SG Mettlach-Merzig ·
Borussia Neunkirchen ·
SpVgg Quierschied ·
FC Rastpfuhl ·
SC Reisbach ·
SV Saar 05 Saarbrücken ·
FV Schwalbach ·
FC Hertha Wiesbach